# Відносини Мексики та Португалії
Між Мексикою та Португалією встановленні дипломатичні відносини. Обидві країни є членами Організації іберо-американських держав, Організації економічного співробітництва та розвитку та Організації Об'єднаних Націй.

## Історія
Перші офіційні дипломатичні контакти між Мексикою та Португалією відбулися в 1843, коли посли обох країн зустрілися у Вашингтоні, округ Колумбія.
Офіційно дипломатичні відносини не були встановлені до 20 жовтня 1864. В цей час до влади прийшов уряд імператора Мексики Максиміліана I.
У 1884 Мексика відкрила свою першу дипломатичну місію в Лісабоні; однак місія була закрита в 1918, коли Португалія відмовилася визнати уряд президента Мексики Венустіано Карранси. 
Дипломатичні відносини між двома державами відновлено в 1929.
У 1959 відкриті дипломатичні представництва в Лісабоні та в Мехіко, відповідно, і були зведені до рівня посольств.
У січні 1990 президент Карлос Салінас де Гортарі став першим главою мексиканської держави, який відвідав Португалію. У липні 1991 року прем'єр-міністр Португалії Анібал Каваку Сілва та президент Маріу Соареш відвідали місто Гвадалахара , Мексика, щоб взяти участь у першому Іберо-американському саміті. У жовтні 2013 року прем'єр-міністр Португалії Педро Пассос Коельо відвідав Мексику з офіційним державним візитом. Візит мав відзначити початок 150-річчя встановлення дипломатичних відносин між двома країнами. У червні 2014 року президент Мексики Енріке Пенья Ньєто відвідав Португалію з державним візитом, щоб відзначити 150-річчя дипломатичних відносин між обома країнами. В день 17 липня 2017 року президент Португалії Марселу Ребелу де Соуза відвідав Мексику з державним візитом і був прийнятий президентом Енріке Пенья Ньєто. Під час зустрічі обидва президенти домовилися активізувати португальські інвестиції в Мексиці, а мексиканські компанії – збільшити свою присутність та експортувати продукцію до Португалії. Обидва лідери також домовилися сприяти розвитку туризму та заохочувати двостороннє співробітництво в галузі науки та технологій.

## Відвідування високого рівня

#### Візити високого рівня з Мексики до Португалії
Президент Карлос Салінас де Гортарі (1990)
Президент Ернесто Седілйо (1998, 2000)
Президент Феліпе Кальдерон (2009)
Президент Енріке Пенья Ньєто (2014)

#### Візити високого рівня з Португалії до Мексики
Президент Маріо Соареш (1991)
Прем'єр-міністр Анібал Кавако Сілва (1991)
Прем'єр-міністр Антоніу Гутерріш (1996)
Президент Хорхе Сампайо (1999)
Прем'єр-міністр Педро Пассос Коельо (2013)
Президент Анібал Кавако Сілва (1991)
Президент Марсело Ребелу де Соуза (2017)
Прем'єр-міністр Антоніу Коста (2018)

## Двосторонні угоди
Обидві країни підписали декілька двосторонніх угод, таких як Угода про наукове та культурне співробітництво (1977 р.); Угода про економічне і торговельне співробітництво (1980 р.); Угода про туризм (1996 р.); Договір про взаємну правову допомогу у кримінальних справах (1998 р.); Договір про екстрадицію (1998 р.); Угода про уникнення подвійного оподаткування та ухилення від сплати податків (1999 р.); Угода про сприяння та взаємний захист інвестицій (1999 р.); Угода про повітряні перевезення (2013 р.); та Угоду про співробітництво у сфері попиту, скорочення та боротьби з незаконним обігом наркотичних засобів та психотропних речовин (2013 р.).

## Транспорт
Є прямі рейси між міжнародним аеропортом Канкуна і аеропортом Лісабона з TAP авіакомпаніями.

## Торгівля
У 1997 році Мексика підписала Угоду про вільну торгівлю з Європейським Союзом , членом якого є Португалія. Після імплементації угоди про вільну торгівлю в 2000 році торгівля між двома країнами різко зросла. У 2018 році загальний товарообіг між двома країнами склав 853 мільйони доларів США. Основний експорт Мексики до Португалії: сира нафта, транспортні засоби, боби гарбанзо та цвітна капуста. Основний експорт Португалії до Мексики: спідометри та тахометри; стробоскопи; гумові та пластмасові форми та електроприлади. Португалія є 14-м джерелом прямих іноземних інвестицій для Мексики серед країн Європейського Союзу і 39-м у світі. Мексиканські транснаціональні компанії Grupo Bimbo , Grupo Carso і Vitro працюють у Португалії.

## Постійні дипломатичні місії
Мексика має посольство в Лісабоні.
Португалія має посольство в Мехіко. 